# Północno-Kaukaska Suworowska Szkoła Wojskowa
Północno-Kaukaska Suworowska Szkoła Wojskowa (ros. Северо-Кавказское суворовское военное училище) – specjalistyczna szkoła w ZSRR i Rosji dla młodzieży w wieku szkolnym, odpowiednik liceum wojskowego; kontynuuje tradycje Krasnodarskiej Suworowskiej Szkoły Wojskowej.
Radzieckie specjalistyczne szkoły wojskowe dla młodzieży – w tym Krasnodarska SSW – zostały utworzone po napaści Niemiec na ZSRR, zgodnie z postanowieniem Rady Komisarzy Ludowych ZSRR z 21 sierpnia 1943 „w sprawie pilnych działań w celu przywrócenia gospodarki na terenach wyzwolonych spod okupacji niemieckiej.” Oprócz innych form pomocy dla sierot wojennych (sierocińce) była również część dotycząca utworzenia skoszarowanych szkół wojskowych dla dzieci i młodzieży. Wtedy właśnie szkoły średnie tego typu otrzymały swoją nazwę od rosyjskiego generała Aleksandra Suworowa.
Do 2009 wstęp do szkoły był możliwy jedynie dla chłopców.
Szkoła zapewnia wykształcenie średnie i jednocześnie przygotowuje swoich uczniów do wstąpienia do wyższych wojskowych szkół dowódczych wojsk lądowych.
Absolwenci SWU nazywają siebie suworowcami.

## Historia szkoły
W 1947 została przeniesiona z Krasnodaru do Dzaudżikau (od 1954 Ordżonikidze, od 1990 Władykaukaz) i otrzymała nazwę Północno-Kaukaska Suworowska Szkoła Wojskowa (ros. Северо-Кавказское СВУ), a następnie (też w 1947) Kaukaska Suworowska Szkoła Wojskowa Czerwonego Sztandaru (ros. Кавказское Краснознаменное СВУ).
W 1965 szkołę przemianowano, nosiła nazwę Ordżonikidziewska Suworowska Szkoła Wojskowa (ros. Орджоникидзевское СВУ).
W 1968 szkoła została zamknięta.
W 2000 we Władykaukazie ponownie utworzono szkołę, która otrzymała nazwę Północno-Kaukaska Suworowska Szkoła Wojskowa (ros. Северо-Кавказское СВУ)